# Sophia Kleinherne
Sophia Kleinherne (Telgte, 12 april 2000) is een voetbalspeelster uit Duitsland. Ze speelt als verdediger voor VfL Wolfsburg in de Bundesliga.

## Clubcarrière
Kleinherne begon haar carrière bij SG Telgte en BSC Ostbevern voordat ze in 2009 in de jeugdopleiding van FSV Gütersloh kwam. Daar speelde ze in de B-junioren Bundesliga West-Zuidwest en haalde ze de finale van het Duitse kampioenschap in zowel 2015 als 2016. Met de Westfaalse selectie won ze de onder18 nationale Cup. In het seizoen 2016-2017 maakte ze ook twee keer haar opwachting voor FSV Gütersloh in de 2de Bundesliga Noord waarin ze ook een doelpunt wist Twente maken. 
Voorafgaande aan het seizoen 2017-2018 maakte Kleinherne de overstap naar het toenmalige 1. FFC Frankfurt. In de eerste seizoenshelft kwam ze uit voor het tweede elftal, maar in de winterstop promoveerde Kleinherne naar het eerste elftal. Kleinherne won opnieuw de onder18 Cup maar nu met de onder18 Hessen selectie.
Op 11 februari 2018 maakte Kleinherne haar debuut in de Bundesliga door in de basis te starten in een 0-1 nederlaag tegen SG Essen-Schönebeck. In juli 2020 ging 1. FFC Frankfurt over in Eintracht Frankfurt.
Op 29 oktober 2022 speelde Kleinherne haar honderdste wedstrijd in de Bundesliga. In deze wedstrijd maakte ze ook haar eerste doelpunt tegen TSG 1899 Hoffenheim
In december 2021 verlengde Kleinherne haar contract bij Eintracht Frankfurt tot juni 2024. Na het seizoen 2024/25 liet ze Frankfurt am Main achter zich en tekende ze een contract bij competitiegenoot VFL Wolfsburg. Ze maakte hiervoor gebruik van een clausule in haar contract.

## Statistieken
| Seizoen   | Club                | Land      | Competitie     | Wedstrijden | Doelpunten |
| --------- | ------------------- | --------- | -------------- | ----------- | ---------- |
| 2016-2017 | FSV Gütersloh       | Duitsland | 2de Bundesliga | 8           | 1          |
| 2017/18   | 1. FFC Frankfurt II | Duitsland | 2de Bundesliga | 8           | 1          |
| 2017/18   | Eintracht Frankfurt | Duitsland | Bundesliga     | 12          | 0          |
| 2018/19   | Eintracht Frankfurt | Duitsland | Bundesliga     | 19          | 0          |
| 2019/20   | Eintracht Frankfurt | Duitsland | Bundesliga     | 19          | 0          |
| 2020/21   | Eintracht Frankfurt | Duitsland | Bundesliga     | 22          | 0          |
| 2021/22   | Eintracht Frankfurt | Duitsland | Bundesliga     | 22          | 0          |
| 2022/23   | Eintracht Frankfurt | Duitsland | Bundesliga     | 22          | 0          |
| 2023/24   | Eintracht Frankfurt | Duitsland | Bundesliga     | 17          | 0          |
| 2024/25   | Eintracht Frankfurt | Duitsland | Bundesliga     | 20          | 0          |
| Totaal    | Totaal              | Totaal    | Totaal         | 110         | 2          |

Laatste update: 10 juni 2025

## Interlandcarrière
Op 9 november 2019 maakte Sophia Kleinherne haar debuut voor het Duitse nationale team in een vriendschappelijke wedstrijd tegen Engeland in het Wembley Stadium in Londen voor 77.000 toeschouwers. Kleinherne speelde de gehele wedstrijd als linksback en won met 2-1.
Kleinherne werd opgenomen in de selectie voor het EK 2022 door bondscoach Martina Voss-Tecklenburg. Kleinherne speelde in drie wedstrijden. In het derde groepsduel tegen Finland startte Kleinherne in de basis en maakte ze haar eerste interlanddoelpunt.